# Гранд-Кулі (Вашингтон)
Гранд-Кулі (англ. Grand Coulee) — місто (англ. city) в США, в окрузі Грант штату Вашингтон. Населення — 972 особи (2020). Неподалік міста розташована найбільша в США гідроелектростанція Гранд-Кулі.

## Географія
Гранд-Кулі розташований за координатами 47°56′23″ пн. ш. 119°0′13″ зх. д. / 47.93972° пн. ш. 119.00361° зх. д. (47.939588, -119.003526).  За даними Бюро перепису населення США в 2010 році місто мало площу 3,34 км², з яких 3,08 км² — суходіл та 0,26 км² — водойми.

### Клімат
| Клімат : Гранд-Кулі     | Клімат : Гранд-Кулі | Клімат : Гранд-Кулі | Клімат : Гранд-Кулі    | Клімат : Гранд-Кулі | Клімат : Гранд-Кулі | Клімат : Гранд-Кулі | Клімат : Гранд-Кулі | Клімат : Гранд-Кулі | Клімат : Гранд-Кулі | Клімат : Гранд-Кулі | Клімат : Гранд-Кулі | Клімат : Гранд-Кулі | Клімат : Гранд-Кулі |
| Показник                | Січ.                | Лют.                | Бер.                   | Квіт.               | Трав.               | Черв.               | Лип.                | Серп.               | Вер.                | Жовт.               | Лист.               | Груд.               | Рік                 |
| Абсолютний максимум, °C | 16,1                | 16,1                | 22,8                   | 32,8                | 37,8                | 38,9                | 42,2                | 43,3                | 39,4                | 28,9                | 20,6                | 14,4                | 43,3                |
| Середній максимум, °C   | 0,6                 | 4,4                 | 11,1                   | 16,1                | 21,1                | 25,6                | 30,6                | 30,6                | 25,0                | 16,1                | 6,1                 | 0,0                 | 15,7                |
| Середній мінімум, °C    | −5                  | −3,9                | −0,6                   | 2,8                 | 7,2                 | 10,6                | 14,4                | 13,9                | 9,4                 | 3,9                 | −1,1                | −5,6                | 3,9                 |
| Абсолютний мінімум, °C  | −27,2               | −26,1               | {{{Mar record low C}}} | −6,1                | −6,1                | 2,2                 | 4,4                 | 3,3                 | −1,1                | −13,9               | −23,3               | −26,7               | −27,2               |
| Норма опадів, мм        | 27                  | 25                  | 23                     | 22                  | 29                  | 27                  | 16                  | 7                   | 11                  | 17                  | 33                  | 37                  | 274                 |
| ----------------------- | ------------------- | ------------------- | ---------------------- | ------------------- | ------------------- | ------------------- | ------------------- | ------------------- | ------------------- | ------------------- | ------------------- | ------------------- | ------------------- |

## Демографія
Згідно з переписом 2010 року, у місті мешкало 988 осіб у 474 домогосподарствах у складі 246 родин. Густота населення становила 296 осіб/км².  Було 554 помешкання (166/км²).
Расовий склад населення:
| - 76,5 % — білих - 14,2 % — корінних американців - 1,1 % — чорних або афроамериканців - 0,8 % — азіатів - 3,5 % — осіб інших рас |

До двох чи більше рас належало 3,8 %. Частка іспаномовних становила 8,9 % від усіх жителів.
За віковим діапазоном населення розподілялося таким чином: 19,3 % — особи молодші 18 років, 60,3 % — особи у віці 18—64 років, 20,4 % — особи у віці 65 років та старші. Медіана віку мешканця становила 47,1 року. На 100 осіб жіночої статі у місті припадало 93,0 чоловіків;  на 100 жінок у віці від 18 років та старших — 91,1 чоловіків також старших 18 років.
Середній дохід на одне домашнє господарство  становив 45 848 доларів США (медіана — 31 667), а середній дохід на одну сім'ю — 59 574 долари (медіана — 41 875). Медіана доходів становила 40 875 доларів для чоловіків та 28 750 доларів для жінок. За межею бідності перебувало 22,0 % осіб, у тому числі 22,8 % дітей у віці до 18 років та 17,3 % осіб у віці 65 років та старших.
Цивільне працевлаштоване населення становило 345 осіб. Основні галузі зайнятості: мистецтво, розваги та відпочинок — 28,1 %, освіта, охорона здоров'я та соціальна допомога — 22,0 %, публічна адміністрація — 17,7 %.